# Pealius cryptus
Pealius cryptus là một loài côn trùng cánh nửa trong họ Aleyrodidae, phân họ Aleyrodinae.
Pealius cryptus được Martin miêu tả khoa học đầu tiên năm 1999.